# Arnold Bouka Moutou
Arnold Bouka Moutou (Reims, 1988. november 28. –) francia születésű kongói válogatott labdarúgó, az Angers játékosa.
A kongói válogatott tagjaként részt vesz a 2015-ös afrikai nemzetek kupáján.